# Spilarctia holobrunnea
Spilarctia holobrunnea là một loài bướm đêm thuộc phân họ Arctiinae, họ Erebidae.